# محمية المأوى
محمية المأوى للطبيعة والحياة البرية واحدة من المحميات الطبيعية التي تزخر بها الأردن، تجمع الحيوانات الناجية من مناطق الحروب والتجارة غير المشروعة. وهي المحمية الأولى من نوعها في الشرق الأوسط وشمال إفريقيا لأيواء ورعاية الحيوانات البرية المشردّة أو المصابة.

## التاريخ
تأسست محمية المأوى عام 2011 وكان مقرها في البداية العاصمة عمان، ثم انتقلت بعد ذلك إلي محافظة جرش في شمال الأردن التي تبعد عن العاصمة عمان حوالي 48 كم وتحديداً على جبل المنارة بمدينة سوف، وتم انشاء المحمية من خلال شراكة بين مؤسسة الأميرة علياء ومنظمة فور بوز النمساوية الدولية وبتمويل من صندوق ابوظبي للتنمية بهدف التنوع البيئي في المنطقة، وذلك علي مساحة 1100 دونم (1.1) كيلومتر مربع ، المحمية خاصة برعاية الحيوانات التي يتم انقاذها من مناطق الحروب، وكذلك التي يتم مصادرتها من التجارة غير المشروعة سواء داخل الأردن أم خارجها، وغالبية الحيوانات الموجودة في المحمية تم جلبها من الدول المجاورة سوريا وفلسطين والعراق. والمحمية مختصة برعاية الحيوانات وايوائها وليس لها علاقة بصيد أو جلب هذه الحيوانات، فتلك مهمة جهات مختصة والتي تقوم بدورها بتسليم هذه الحيوانات إلي المحمية. والجهات المسؤولة في الأردن فتحت في 2018 ابواب المحمية للزوار طوال العام.

## الحيوانات
تحتوي المحمية علي أكثر من 70 حيوان ما بين أسود ونمور وضباع ودببة وسلاحف وطيور.، كما تضم مجموعة كبيرة من الأشجار الحرجية المعمرة كالبلوط والبطم واللزاب والصنوبر الحلبي والقيقب والأعشاب البرية. وقد عملت المحمية علي إعادة توطين الحيوانات البرية حيث ساهمت في انقاذ وتأهيل مئات الحيوانات صحي ونفسي، وتعد المحمية بمثابة مختبر علمي للطلاب والأطباء البيطريين علي مستوي المنطقة للمزيد من الخبرة في التعامل مع الحيوانات البرية. المحمية تؤوي الحيوانين الوحيدين اللذين تم انقاذهما من حديقة حيوان الموصل،وهما الدبة "لولا" والأسد "سيمبا"، كما تؤوي المحمية 13 حيوان من بين مجموع الحيوانات بها والتي تم جلبها من حديقة حيوان حلب في سوريا والتي تعرضت للدمار.

## آلية العمل
تخضع الحيوانات داخل المحمية إلي العلاج وإعادة التأهيل. وتمر عملية إعادة التأهيل للحيوانات المفترسة قبل إطلاقها في المحمية، بمراحل صعبة وطويلة، وعلى سبيل المثال اجرت الحديقة برنامج خاص لأسد وزوجته، إذ أُنقذا من مدينة غزّة عام 2014  بعد معاناتهما من حالة سيئة جدا، تخللها تمزيق أسلاك السياح المكهرب عدة مرات، قبل أن تستقر حالته، وتنفذ المحمية أنظمة خاصة تخضع لها الحيوانات في المحمية اذ يتم دمج بعضها لتعيش ضمن قبيلة كالأسود حسب اختلافات العمر والجنس والسلوك والوضع الصحي، كما لا يسمح للزوار بالتجول داخل المحمية دون مرشد أو مرافق لمنع اية محاولات استفزاز للحيوانات.

## روابط خارجية
- الموقع الرسمي